# Amstallite
La amstallite è un minerale, scoperto nel 1987. Sembra essere presente soltanto nella miniera di grafite di Amstall, in Austria, da cui deriva il nome.